# Авруцький Юрій Пантелійович
Юрій Пантелійович Авруцький (рос. Юрий Пантелеевич Авруцкий, нар. 9 травня 1944, Вірне, Амурська область — пом. 29 січня 2009, Москва) — радянський футболіст, що грав на позиції нападника.
Більшу частину кар'єри провів у «Динамо» (Москва), у складі якого став чемпіоном СРСР та двічі володарем Кубка СРСР.

## Ігрова кар'єра
Свою футбольну кар'єру Юрій розпочав в «Вимпелі» (Калінінград) (нині — Корольов).
У 1962 року перейшов у московське «Динамо». В сезоні 1963 року дебютував у складі «біло-блакитних» 9 червня в матчі 13-го туру проти «Кайрата», вийшовши на заміну на 70-й хвилині замість Вадима Іванова. У тому році «Динамо» стало чемпіоном СРСР.
1964 року Авруцький отримав приз найкращому дебютанту сезону. У 1966 і 1969 роках Юрій ставав найкращим бомбардиром команди. Двічі став володарем Кубка СРСР: в сезоні 1966/67 і в 1970. Всього за «Динамо» в чемпіонаті він зіграв 174 матчі та забив 46 голів. У Кубку провів 16 матчів, забивши 7 м'ячів.
Влітку 1971 головний тренер динамівців Костянтин Бєсков вирішив розлучитися з футболістом. Авруцький пішов у донецький «Шахтар». Але за підсумками сезону команда вилетіла з Вищої ліги та Юрію знову довелося змінити клуб і він перейшов в «Нефтчі». Через часту зміну команд спорткомітет заборонив йому виступати та Авруцькому довелося завершити кар'єру в 29 років.

## Збірні
Виступав за юнацьку та молодіжну збірні СРСР.
У червні 1971 року Юрій Авруцький зіграв два матчі за олімпійську збірну Радянського Союзу: 2 і 16 червня в рамках відбіркового турніру на Олімпійські ігри 1972 СРСР зустрічалися з командою Нідерландів. 
Помер 29 січня 2009 року на 65-му році життя у місті Москва.

## Досягнення
- Чемпіон СРСР: 1963
- Другий призер Чемпіонату СРСР (3): 1962, 1967, 1970
- Володар Кубка СРСР (2): 1966/67, 1970

### Особисті
- Найкращий дебютант сезону: 1964